# Scott Gomez
Pour les articles homonymes, voir Gomez.
Scott Carlos Gomez (né le 23 décembre 1979 à Anchorage en Alaska aux États-Unis) est un joueur professionnel américain de hockey sur glace qui évoluait au poste de centre.

## Carrière professionnelle
Gomez fut choisi 27e au total lors du repêchage d'entrée dans la LNH 1998 par les Devils du New Jersey. Il devint ainsi le premier joueur latino dans la LNH[Information douteuse], ayant un père américano-mexicain et une mère américano-colombienne. À ce moment, il jouait pour les Americans de Tri-City de la Ligue de hockey de l'Ouest et venait tout juste d'être nommé dans l'Équipe d'étoiles des recrues de la LHOu.
Il justifia la décision des Devils de le choisir en compilant 108 points en seulement 58 matches la saison suivante. Il débute dans la LNH pour la saison 1999-2000. Il obtient 51 passes et 70 points à sa saison recrue chez les Devils, ce qui lui valut le trophée Calder et une place au sein de l'Équipe d'étoiles des recrues de la LNH. Il ajouta 10 points en séries, aidant les Devils à remporter une seconde Coupe Stanley. 
Il termine la saison suivante avec 63 points et atteint de nouveau la finale de la Coupe Stanley, s'inclinant cette fois en 7 matches face à l'Avalanche du Colorado. À sa troisième saison, sa production atteint un faible 10 buts et 48 points. À partir de ce moment, les choses allèrent en s'améliorant pour Gomez. En 2002-2003, il termine la saison avec 55 points et en ajouta 12 autres en séries, en route vers une autre conquête de la Coupe Stanley. Il fait encore mieux en 2003-2004, avec 70 points, son meilleur total depuis sa saison recrue. Il mena la ligue pour le plus grand nombre de passes, avec 56. La saison 2004-2005 et le lock-out qui l'a marqué l'amenèrent à jouer dans son Alaska natale avec les Aces de l'Alaska de l'ECHL. Cela lui permit de revenir en grande forme pour la saison 2005-2006, où il termine avec 84 points. Avec ses ailiers Brian Gionta, Patrik Eliáš et Zach Parisé, il aide les Devils à non seulement effacer un début de saison laborieux mais à remporter le titre de la division au dernier match - ils terminent la saison avec une séquence de 11 victoires. Il terminera les séries avec 9 points en autant de matches.
En juin 2009, il est échangé aux Canadiens de Montréal contre Chris Higgins et Ryan McDonagh principalement. Grâce à cet échange, il retrouve son ancien coéquipier des Devils et vieil ami, Brian Gionta. Il est le premier joueur de l'histoire du Canadien à porter le numéro 91. Après sa première saison avec le Canadien, il laisse son numéro 91 pour porter le numéro 11. Il s'agissait du numéro qu'il aurait aimé porter à son arrivée avec le Canadien, mais la direction de l'équipe lui avait refusé après le récent départ de l'ancien capitaine, Saku Koivu. Le 13 janvier 2013, le directeur-général des Canadiens, Marc Bergevin, annonce le rachat du contrat de Gomez à la fin de la saison 2012-2013   et qu'il lui est demandé de ne pas jouer pour éviter une blessure. Son contrat est finalement racheté quatre jours plus tard grâce à une modification du règlement.
Après avoir été invité au camp des Blues de Saint-Louis, il signe un contrat à deux volets pour une saison et une somme de 575 000 $ le 7 octobre 2015. Il est libéré de son contrat avec les Blues le 30 décembre 2015 après avoir joué 21 matchs avec l'équipe. Deux semaines après sa libération de l'équipe, il s'entend sur un essai professionnel avec les Bears de Hershey, équipe de la Ligue américaine de hockey. Le 1er mars, il met fin à son essai avec les Bears après 18 matchs pour 24 points puis le lendemain, il retourne dans la LNH en signant un contrat pour le restant de la saison avec les Sénateurs d'Ottawa.
Le 30 mai 2017, il est nommé entraîneur-adjoint des Islanders de New York.

## Statistiques
| Saison     | Équipe                 | Ligue      |       | Saison régulière | Saison régulière | Saison régulière | Saison régulière | Saison régulière |    | Séries éliminatoires | Séries éliminatoires | Séries éliminatoires | Séries éliminatoires | Séries éliminatoires |
| Saison     | Équipe                 | Ligue      | PJ    | B                | A                | Pts              | Pun              | PJ               | B  | A                    | Pts                  | Pun                  |                      |                      |
| 1996-1997  | Eagles de South Surrey | LHCB       | 56    | 48               | 76               | 124              | 94               | 21               | 18 | 23                   | 41                   | 57                   |                      |                      |
| 1997-1998  | Americans de Tri-City  | LHOu       | 45    | 12               | 37               | 49               | 57               | -                | -  | -                    | -                    | -                    |                      |                      |
| 1998-1999  | Americans de Tri-City  | LHOu       | 58    | 30               | 78               | 108              | 55               | 10               | 6  | 13                   | 19                   | 31                   |                      |                      |
| 1999-2000  | Devils du New Jersey   | LNH        | 82    | 19               | 51               | 70               | 78               | 23               | 4  | 6                    | 10                   | 4                    |                      |                      |
| 2000-2001  | Devils du New Jersey   | LNH        | 76    | 14               | 49               | 63               | 46               | 25               | 5  | 9                    | 14                   | 24                   |                      |                      |
| 2001-2002  | Devils du New Jersey   | LNH        | 76    | 10               | 38               | 48               | 36               | -                | -  | -                    | -                    | -                    |                      |                      |
| 2002-2003  | Devils du New Jersey   | LNH        | 80    | 13               | 42               | 55               | 48               | 24               | 3  | 9                    | 12                   | 2                    |                      |                      |
| 2003-2004  | Devils du New Jersey   | LNH        | 80    | 14               | 56               | 70               | 70               | 5                | 0  | 6                    | 6                    | 0                    |                      |                      |
| 2004-2005  | Aces de l'Alaska       | ECHL       | 61    | 13               | 73               | 86               | 69               | 4                | 1  | 3                    | 4                    | 4                    |                      |                      |
| 2005-2006  | Devils du New Jersey   | LNH        | 82    | 33               | 51               | 84               | 42               | 9                | 5  | 4                    | 9                    | 6                    |                      |                      |
| 2006-2007  | Devils du New Jersey   | LNH        | 72    | 13               | 47               | 60               | 42               | 11               | 4  | 10                   | 14                   | 14                   |                      |                      |
| 2007-2008  | Rangers de New York    | LNH        | 81    | 16               | 54               | 70               | 36               | 10               | 4  | 7                    | 11                   | 8                    |                      |                      |
| 2008-2009  | Rangers de New York    | LNH        | 77    | 16               | 42               | 58               | 60               | 7                | 2  | 3                    | 5                    | 4                    |                      |                      |
| 2009-2010  | Canadiens de Montréal  | LNH        | 78    | 12               | 47               | 59               | 60               | 19               | 2  | 12                   | 14                   | 25                   |                      |                      |
| 2010-2011  | Canadiens de Montréal  | LNH        | 80    | 7                | 31               | 38               | 48               | 7                | 0  | 4                    | 4                    | 2                    |                      |                      |
| 2011-2012  | Canadiens de Montréal  | LNH        | 38    | 2                | 9                | 11               | 14               | -                | -  | -                    | -                    | -                    |                      |                      |
| 2012-2013  | Aces de l'Alaska       | ECHL       | 11    | 6                | 7                | 13               | 12               | -                | -  | -                    | -                    | -                    |                      |                      |
| 2012-2013  | Sharks de San José     | LNH        | 39    | 2                | 13               | 15               | 22               | 9                | 0  | 2                    | 2                    | 6                    |                      |                      |
| 2013-2014  | Panthers de la Floride | LNH        | 46    | 2                | 10               | 12               | 24               | -                | -  | -                    | -                    | -                    |                      |                      |
| 2014-2015  | Devils du New Jersey   | LNH        | 58    | 7                | 27               | 34               | 23               | -                | -  | -                    | -                    | -                    |                      |                      |
| 2015-2016  | Blues de Saint-Louis   | LNH        | 21    | 1                | 7                | 8                | 4                | -                | -  | -                    | -                    | -                    |                      |                      |
| 2015-2016  | Bears de Hershey       | LAH        | 18    | 4                | 20               | 24               | 0                | -                | -  | -                    | -                    | -                    |                      |                      |
| 2015-2016  | Sénateurs d'Ottawa     | LNH        | 13    | 0                | 1                | 1                | 2                | -                | -  | -                    | -                    | -                    |                      |                      |
| Totaux LNH | Totaux LNH             | Totaux LNH | 1 079 | 181              | 575              | 756              | 655              | 149              | 29 | 72                   | 101                  | 95                   |                      |                      |

## Transactions
- 27 juin 1998 : repêché par les Devils du New Jersey au 27e rang du repêchage d'entrée dans la LNH 1998.
- 25 octobre 2004 : signe en tant qu'agent libre avec les Aces de l'Alaska en ECHL.
- 1er juillet 2007 : signe en tant qu'agent libre avec les Rangers de New York.
- 30 juin 2009 : échangé aux Canadiens de Montréal par les Rangers de New York avec Tom Pyatt et Michael Busto en retour de Christopher Higgins, Doug Janik, Ryan McDonagh et Pavel Valentenko.
- 17 janvier 2013 : placé en ballotage puis contrat racheté par les Canadiens de Montréal.
- 23 janvier 2013 : signe en tant qu'agent libre avec les Sharks de San José.
- 31 juillet 2013 : signe en tant qu'agent libre avec les Panthers de la Floride.
- 1er décembre 2014 : signe en tant qu'agent libre avec les Devils du New Jersey.
- 7 octobre 2015 : signe en tant qu'agent libre avec les Blues de Saint-Louis.
- 30 décembre 2015 : libéré de son contrat par les Blues de Saint-Louis.
- 14 janvier 2016 : signe en tant qu'agent libre un essai professionnel avec les Bears de Hershey (LAH).
- 2 mars 2016 : signe en tant qu'agent libre avec les Sénateurs d'Ottawa.